# Il tesoro sommerso
Il tesoro sommerso (Underwater!) è un film del 1955 diretto da John Sturges.

## Trama
Johnny e la moglie Teresa, insieme al mercenario Dominic Quesada e a padre Cannon e con la proprietaria dell'imbarcazione, Gloria, vanno alla ricerca di un tesoro sommerso nelle acque dei Caraibi. Durante un'immersione vengono a contatto con un relitto che essi ritengono contenga il tesoro. Riemersi, si trovano di fronte un'imbarcazione locale il cui equipaggio mostra un'insana curiosità per la loro attività.
Negli sforzi per trovare i finanziamenti necessari al recupero del relitto, scoprono che si tratta di un galeone del XVII secolo, il Santobello, che contiene, oltre a vari lingotti d'oro, una statua in oro massiccio in grandezza naturale della Madonna. Si accingono quindi a recuperarla, ma è sull'orlo di un banco corallifero, in acque infestate da squali, e scoprono inoltre di non essere gli unici a puntare a quell'obiettivo.

## Produzione
Parzialmente girato in località del Messico ed alle Hawaii, Il tesoro sommerso fu completato in una cisterna subacquea appositamente costruita negli studi della RKO e fu il primo film RKO girato in widescreen. Le riprese durarono dal 2 dicembre 1953 a fine febbraio 1954.

## Distribuzione
Il copyright del film, richiesto dalla RKO Radio Pictures, Inc., fu registrato il 31 dicembre 1954 con il numero LP4551.
Il motivo conduttore del film, Cherry Pink (and Apple Blossom White), eseguito dall'orchestra di Pérez Prado, divenne un grande successo musicale.